# L'Hosmes
L'Hosmes és un municipi francès situat al departament de l'Eure i a la regió de Normandia. L'any 2007 tenia 68 habitants.

## Demografia

### Població
El 2007 la població de fet de L'Hosmes era de 68 persones. Hi havia 32 famílies, de les quals 8 eren unipersonals (8 dones vivint soles i 8 dones vivint soles), 12 parelles sense fills i 12 parelles amb fills.
La població ha evolucionat segons el següent gràfic:
Habitants censats

### Habitatges
El 2007 hi havia 52 habitatges, 29 eren l'habitatge principal de la família, 22 eren segones residències i 1 estava desocupat. Tots els 52 habitatges eren cases. Dels 29 habitatges principals, 26 estaven ocupats pels seus propietaris i 3 estaven llogats i ocupats pels llogaters; 1 tenia dues cambres, 2 en tenien tres, 6 en tenien quatre i 20 en tenien cinc o més. 25 habitatges disposaven pel capbaix d'una plaça de pàrquing. A 8 habitatges hi havia un automòbil i a 19 n'hi havia dos o més.

### Piràmide de població
La piràmide de població per edats i sexe el 2009 era:
| Homes | Edats   | Dones |
| ----- | ------- | ----- |
| 0     | 95 o +  | 0     |
| 0     | 90 a 94 | 0     |
| 1     | 85 a 89 | 0     |
| 0     | 80 a 84 | 2     |
| 2     | 75 a 79 | 1     |
| 0     | 70 a 74 | 2     |
| 0     | 65 a 69 | 1     |
| 3     | 60 a 64 | 1     |
| 3     | 55 a 59 | 3     |
| 5     | 50 a 54 | 8     |
| 4     | 45 a 49 | 4     |
| 3     | 40 a 44 | 2     |
| 1     | 35 a 39 | 1     |
| 2     | 30 a 34 | 6     |
| 1     | 25 a 29 | 1     |
| 3     | 20 a 24 | 1     |
| 3     | 15 a 19 | 4     |
| 1     | 10 a 14 | 1     |
| 2     | 5 a 9   | 2     |
| 2     | 0 a 4   | 4     |

## Economia
El 2007 la població en edat de treballar era de 50 persones, 34 eren actives i 16 eren inactives. De les 34 persones actives 32 estaven ocupades (18 homes i 14 dones) i 2 estaven aturades (1 home i 1 dona). De les 16 persones inactives 9 estaven jubilades, 1 estava estudiant i 6 estaven classificades com a «altres inactius».
Activitats econòmiques
L'únic establiment que hi havia el 2007 era d'una empresa de serveis.
L'any 2000 a L'Hosmes hi havia 6 explotacions agrícoles.

## Poblacions més properes
El següent diagrama mostra les poblacions més properes.